# Warzelnia (Borowice)
Warzelnia (niem. Sieberberg, 640 m n.p.m.) – szczyt w Karkonoszach, w obrębie Pogórza Karkonoskiego. Administracyjnie leży na terenie Borowic.
Położony jest we wschodniej części Pogórza Karkonoskiego, między Przesieką, Borowicami a Sosnówką. Leży w grzbiecie biegnącym od Młynarza poprzez Wierzchnicę, Warzelnię, Bukowną, Lisiurę i kończącym się Podgórzynką.
Zbudowany z granitu karkonoskiego.
Pod szczytem skałki.
Porośnięty lasem regla dolnego.